# Sérgio Meira
Sérgio Meira   (Recife, 31 de desembre de 1968) és un lingüista brasiler que s'especialitza en les famílies lingüístiques carib i tupí de les terres baixes de l'Amèrica del Sud i, en particular, en la llengua tiriyó. Des de 2017 treballa com invesitgador a la Universitat Federal de Roraima al Brasil.
Va estudiar teoria i anàlisi lingüística per la Universitat de Rice. Spike Gildea va ser el promotor de la seva tesi doctoral sobre la gramàtica del tiriyó, publicat el 1999. Ha treballat en la classificació de la família de llengües carib, i ha recopilat dades lingüístiques primàries de parlants de 14 llengües carib i 5 no caribs.
A més del seu portuguès natal, domina anglès, francès, i castellà, domina moderadament l'esperanto, italià, alemany, neerlandès, volapük, romanès, i domina bé el català, el rus, el llatí i altres idiomes.
És dedica a la lingüística històrica, el treball de camp i la descripció de les famílies lingüístiques caribs i tupí, així com en el llenguatge i la cognició. Va contribuir al desenvolupament de la base de dades d'inventaris fonològics sud-americans (SAPhon), i el World Atlas of Language Structures (WALS), i Glottolog.
És un dels vuit acadèmics de l'Acadèmia Internacional del volapük. Va ser nomenat el 2007 per Brian Reynold Bishop, el setè cifal i el president de l'acadèmia en aquell moment. És un dels corresponsals d'Andrew Drummond que va contribuir al seu coneixement del material de Volapük abans de l'escriptura d'A Hand-Book of Volapük. És membre de l'American Anthropological Association (AAA) and of the Society for the Study of the Indigenous Languages of the Americas (SSILA).

## Publicacions selectes
- On the Origin of Ablaut in the Cariban Family (2010)
- 'Natural concepts' in the spatial topological domain—adpositional meanings in cross-linguistic perspective: an exercise in semantic typology (2003)
- The Southern Cariban languages and the Cariban family (2005)
- Sobre an origem histórica dos 'prefixos relacionais' das línguas tupí-guaraní (2013)

- Rhythmic stress in Tiriyó (Cariban)